# Которский залив
Ко́торский зали́в, также Которская бухта (черног. Бока которска; итал. Bocche di Cattaro, буквально — «Которское устье») — крупнейшая бухта на Адриатическом море, окружённая территорией Черногории. Иногда Которский залив называют самым южным фьордом Европы, но в отличие от фьордов Норвегии, имеет тектоническое происхождение, а не ледниковое.
Территория вокруг Которского залива была заселена ещё со времен античности и сохранила множество средневековых городов. Многие из них, такие как Котор, Пераст, Херцег-Нови, являются важными туристическими центрами.
Местность имеет огромное культурное и историческое значение для черногорского и хорватского народов. Религиозное значение региона также велико: на берегах Которского залива находится множество старинных православных и католических церквей, некоторые из которых являются местами паломничества.
Под регионом Которского залива принято понимать три черногорских муниципальных округа: Котор, Тиват и Херцег-Нови.

## География

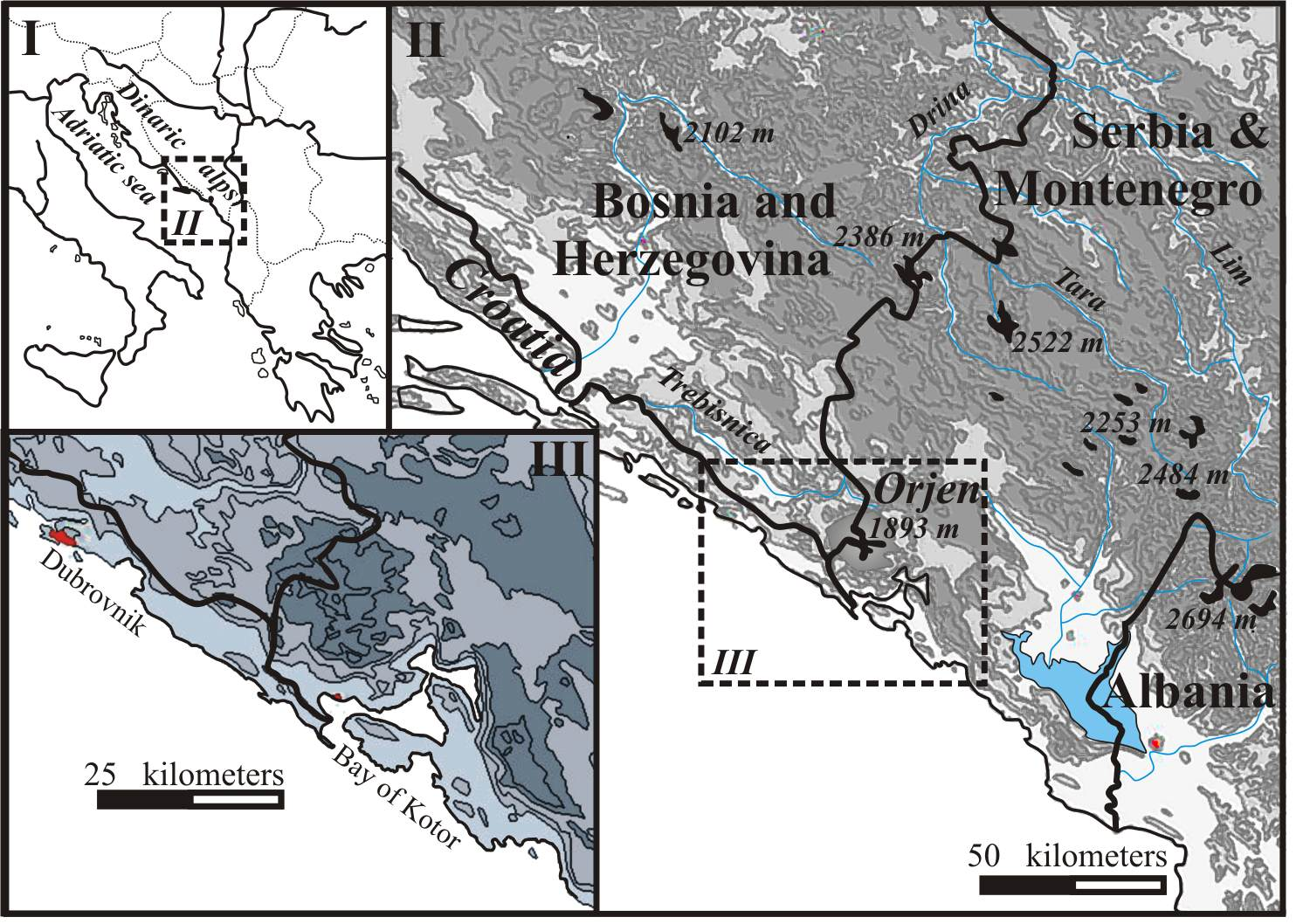

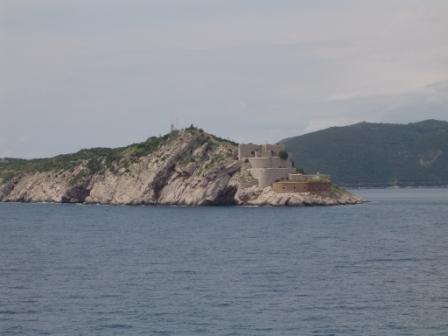
Крепость Оштра на полуострове Превлака (Хорватия), закрывающая вход в Которский залив

Бухта Бока-Которска состоит из нескольких заливов, соединённых между собой неширокими каналами. Залив представляет собой фьорд тектонического происхождения, который возник вследстивие затопления речного каньона водами Адриатического моря.
Непосредственно в составе Боки принято выделять несколько составляющих её заливов. Все заливы названы по имени крупнейших населённых пунктов, расположенных на их берегах. Так, если двигаться со стороны моря, открывать вход в Боку будет залив Херцег-Нови, далее, после прохождения узкого пролива, справа расположен залив Тивата (отделенный от Адриатического моря полуостровом Луштица). После прохождения последнего, самого узкого, пролива Вериге справа перед взором предстаёт залив Котора (отделенный от залива Тивата полуостровом Врмац), слева — более компактный залив Рисана.

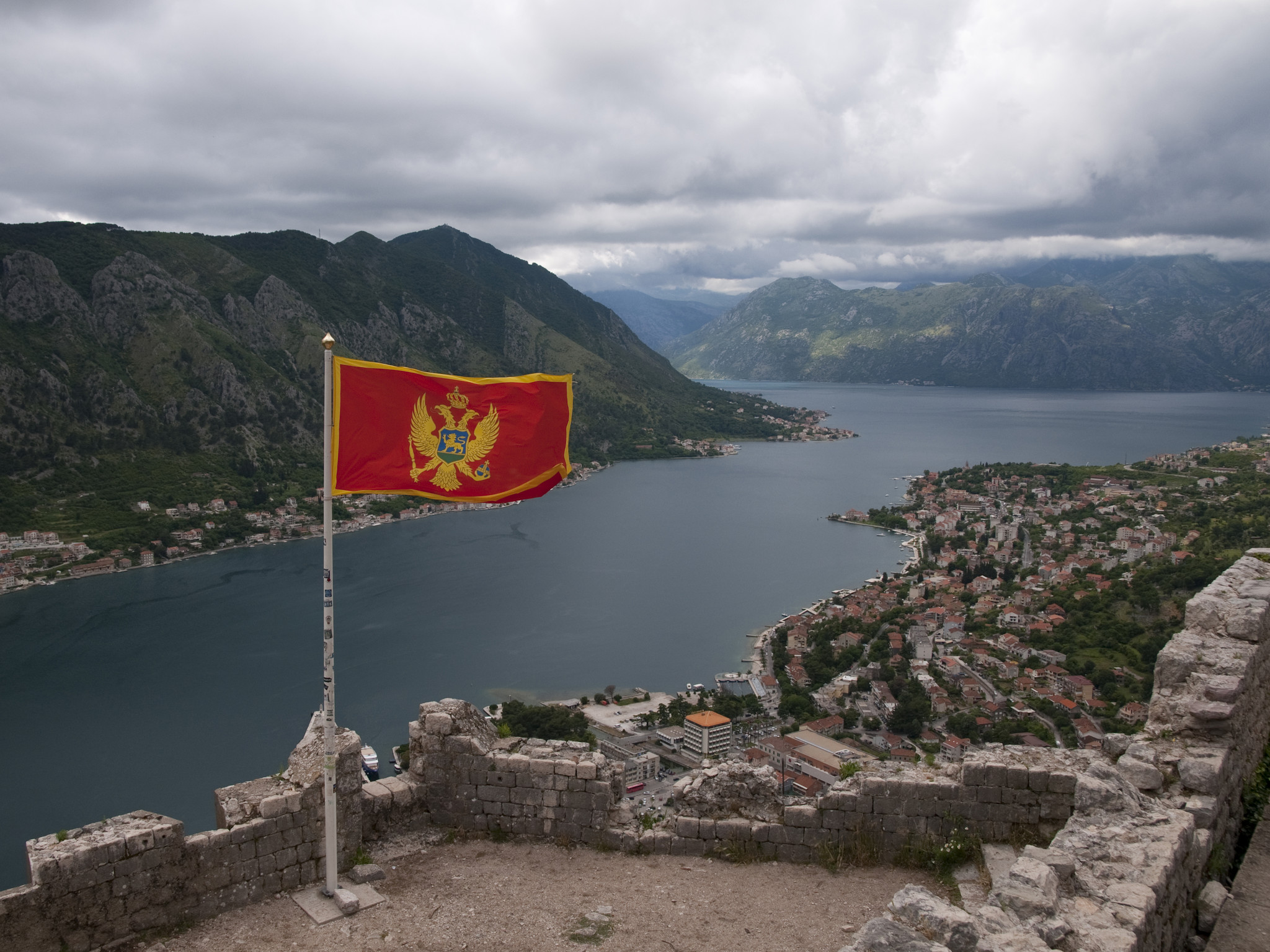
Которский залив

В Которском заливе отсутствуют сформированные течения. Существующие носят непостоянный характер и зависят от времени приливов и отливов. К лету их сила становится немного сильнее. На южной стороне входа в бухту присутствует поток, движущийся на северо-запад со скоростью в 1 км/ч. Сильное течение, способное в проливах достигать скорости 4 км/ч, формируется, прежде всего, после сильных ливней и движется изнутри залива в сторону западного берега входа в залив.

## Населённые пункты
Берега Которского залива давно обжиты людьми, а потому на них расположено множество поселений с постройками, относящимся к разным эпохам. Крупнейший город на берегах Которского залива — Херцег-Нови. Второй по величине город — Тиват, застроенный в основном в период социалистической Югославии. Третий — древний Котор с мощными фортификационными укреплениями, поднимающимися от старого города к крепости Святого Ивана. Выделяются также Рисан, Прчань и Пераст.

## История
Самое первое поселение на берегах Которского залива возникло на месте современного Рисана; в 229 году до н. э. иллирийский город Ризон (Rhizon) дал своё имя заливу — Rhizonicus Sinus. Ризон был захвачен Римом в 168 году до н. э., и в этом же году впервые был упомянут Аскривиум (лат. Ascrivium или Ascruvium), нынешний Котор.

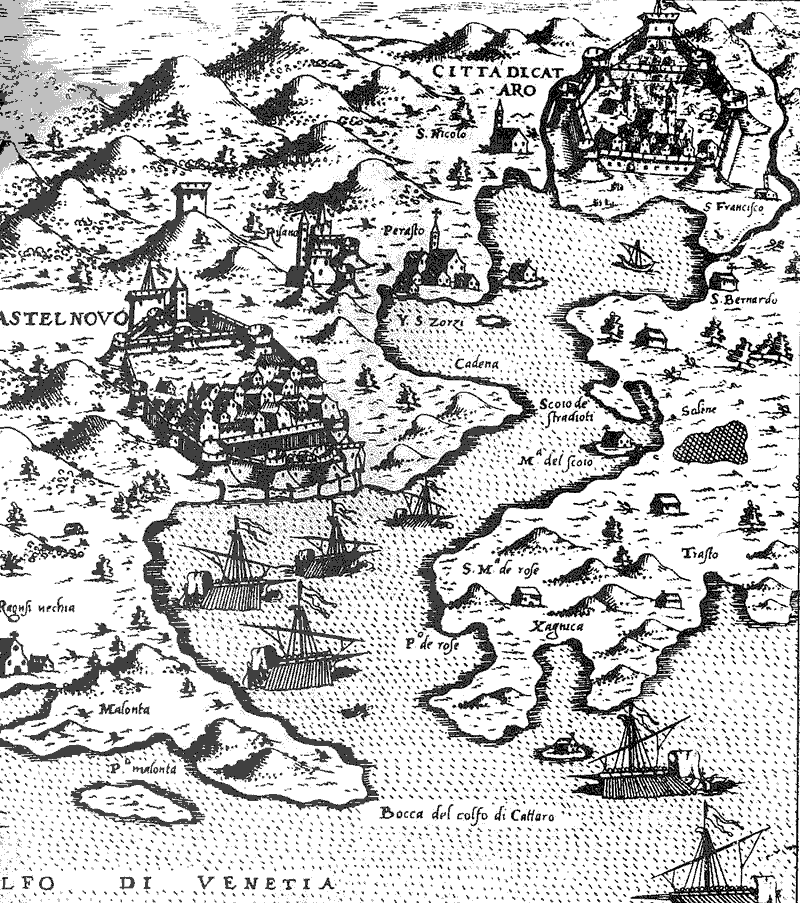
Старинная карта Бока-ди-Каттаро

В последующие годы именно Котор стал центром Боки. Город был укреплён в раннее Средневековье, когда император Юстиниан в 535 году построил крепость над Аскривиумом. В раннесредневековое время носил название Декатерa (лат. Catharum; греч.-визант. τὰ Δεκάτερα), и в последующем, известный уже под итальянским названием Каттаро (итал. Cattaro), на долгие годы стал значимым далматинским городом-государством. В 1002 году Каттаро был оккупирован Первым Болгарским Царством, но годом позже был уступлен царём Самуилом Сербии. При сербском владычестве Катарро, будучи королевским городом под личной протекцией Неманичей, стал полунезависимой республикой, специализирующейся на морской торговле. В 1241 году, в ходе вторжения татаро-монголов в Европу, одна из армий Орды под руководством Кадана, внука Чингиз-хана, осадила Котор и сожгла его, однако город быстро оправился.
После падения Сербии в 1389 году город с прилегающими землями был захвачен сначала Боснийским королевством, затем Венгерским королевством, а в 1420 году попал под власть Венеции и стал частью Венецианской Албании.
После того, как турки в 1482 году турки обосновались в Рисане и Кастельнуово, Которский залив стал ареной длительных и изнурительных войн, в которых бокельи вместе с венецианцами совершали подвиги, прославившиеся по всей Европе.
В 1538 году христианские союзники захватили Кастельнуово, но летом следующего года Хайреддин Барбаросса отвоевал его обратно.
В июне 1624 года Которский залив подвергся опустошительному морскому набегу тунисских пиратов во главе с раисом Мурадом бен Абдуллахом (Уста Мурадом), которому на тринадцати галерах удалось прорваться через пролив Вериге.
В 1563 и 1667 годах населённые пункты залива сильно пострадали при землетрясениях.
Обладая мощным флотом, насчитывающем в XVIII веке порядка 300 кораблей, Бока Которска являлась серьёзным соперником Дубровника и других торговых городов Далмации.

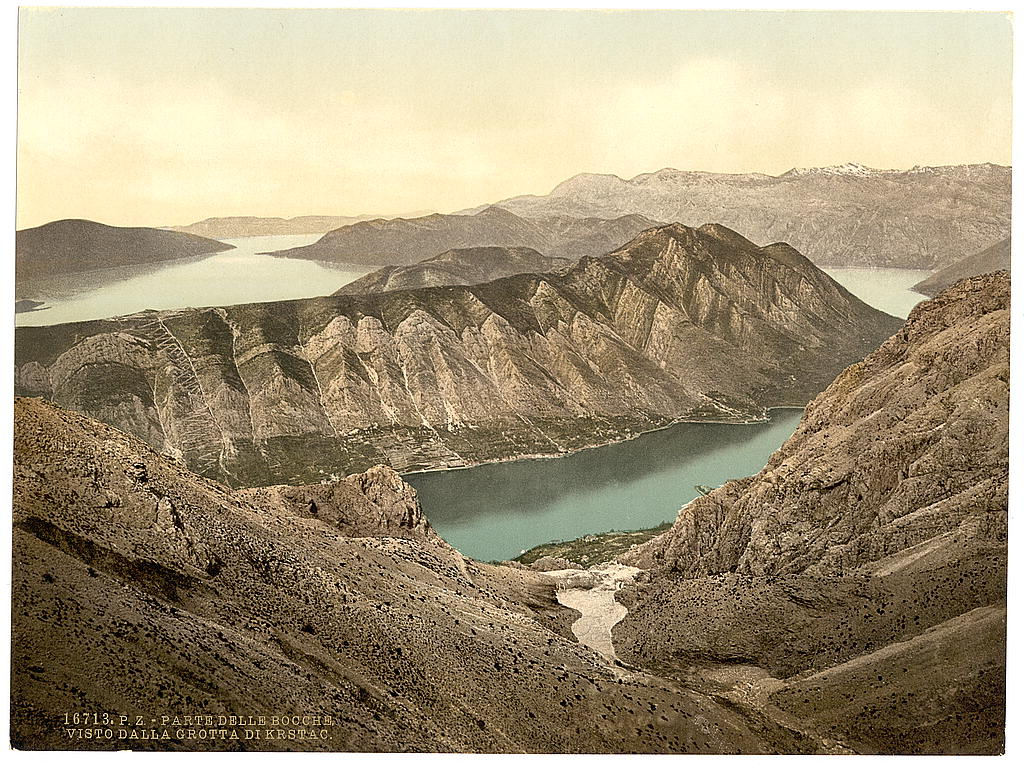
Вид на Которскую бухту и Которский залив, на рубеже XIX—XX вв.

После упразднения Венецианской республики согласно Кампо-Формийскому договору 1797 года, Бока Которска отошла к Габсбургам, а в 1805 году по Пресбургскому договору была отнесена к Итальянскому королевству, зависимому от наполеоновской Франции. Войска наполеоновской Франции в начале 1806 года осуществили вторжение в Далмацию, но столкнулись с сопротивлением флота и высаженного с него десантов Российской империи, которая продолжала войну с Францией, а также южных славян-ополченцев побережья Которского залива (бокезцев) и войск Черногории.

Бокезцы немедленно присягнули на верность императору Александру I. Изгнанные австрийские гарнизоны на мелких судах были переправлены домой. Ликованию жителей города не было границ. Бокезцы от радости плакали, русских моряков целовали, обнимали, осыпали цветами, целовали полы их платья. Российские суда расцветились флагами и вместе с со всеми восемью фортами произвели салют в 101 выстрел; по всей области слышалась пушечная и ружейная пальба — весь день, до глубокой ночи, в знак радости; не только местные торговые суда, но и все дома и шлюпки украсились Андреевскими флагами.
— Военная энциклопедия
В 1809 году, после того, как русские отступили, Бока-Которска была присоединена к Иллирийским провинциям Франции. В 1815 году согласно заключительному акту Венского конгресса регион отошёл к Австрийской империи (с 1867 — Австро-Венгрия), где был частью Королевства Далмация.
С 1918 года регион вошёл в состав Королевства Сербов, Хорватов и Словенцев (с 1929 года — королевство Югославия), где до 1922 года представлял собой самостоятельный округ. В 1922 году Бока Которска стала частью Зетской области, а в 1929 году — Зетской бановины, где и оставалась вплоть до 1941 года — времени распада первой Югославии.
В годы Второй мировой войны регион был оккупирован фашистской Италией, а по окончании войны как часть Черногории вошёл в состав второй Югославии.
В настоящее время Бока-Которска является частью независимой Черногории. К коренным обитателям Боки-Которски часто применяют термин «бокель» («bokelj»), что дословно означает «житель залива».